# Abtei Moyenmoutier

Wappen der Abtei

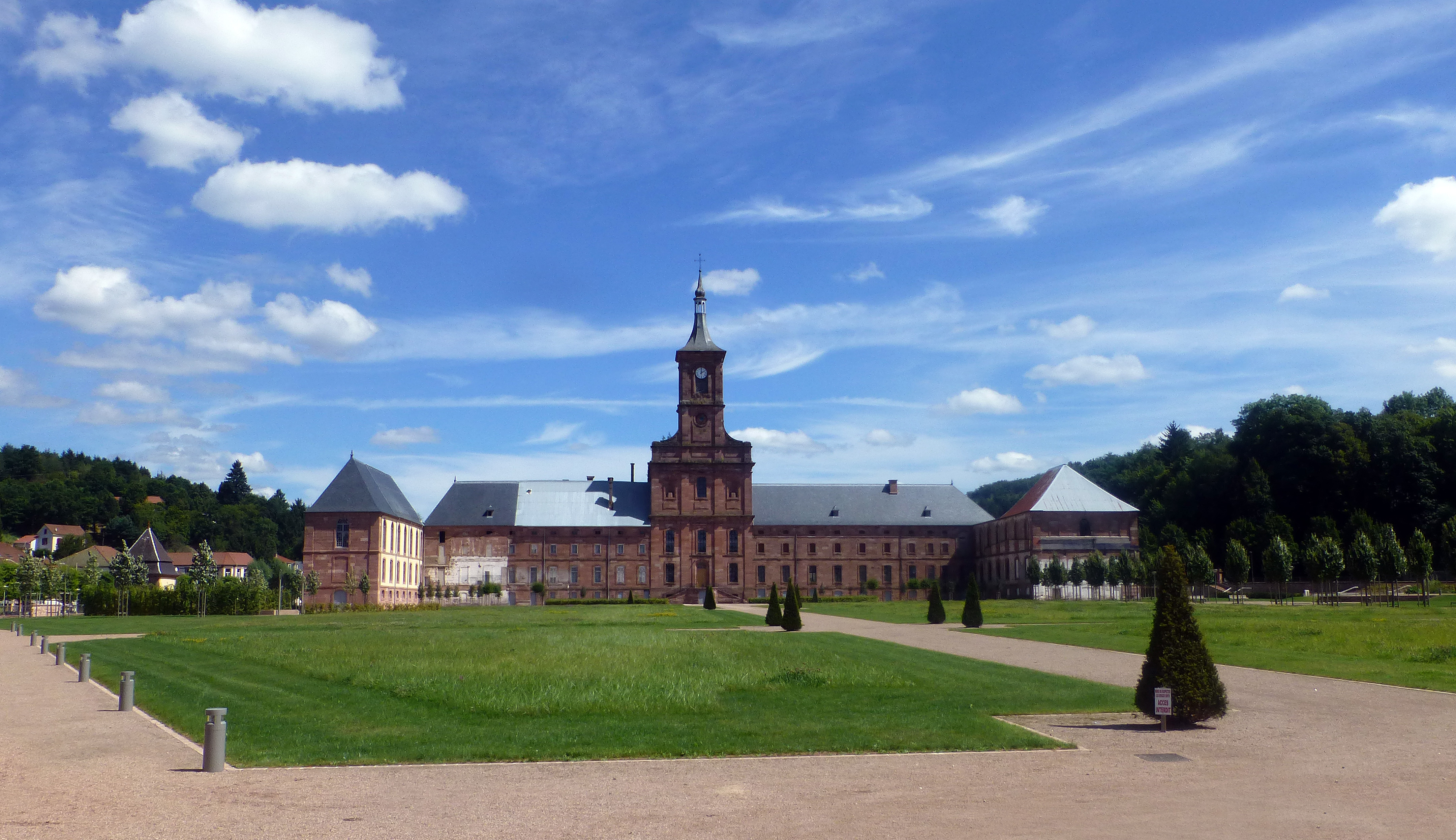
Die ehemalige Abtei im August 2016

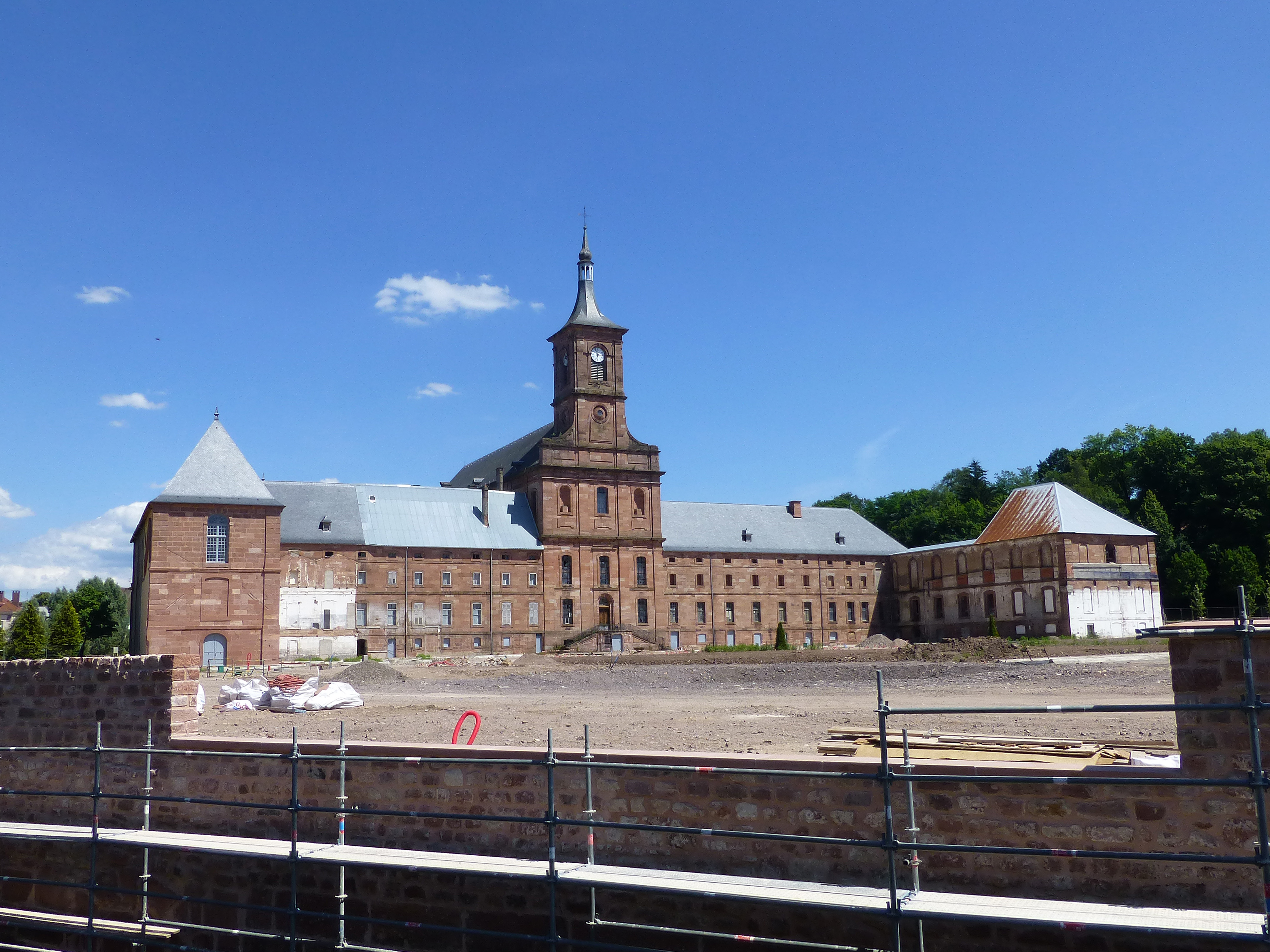
Die ehemalige Abtei im Juni 2014

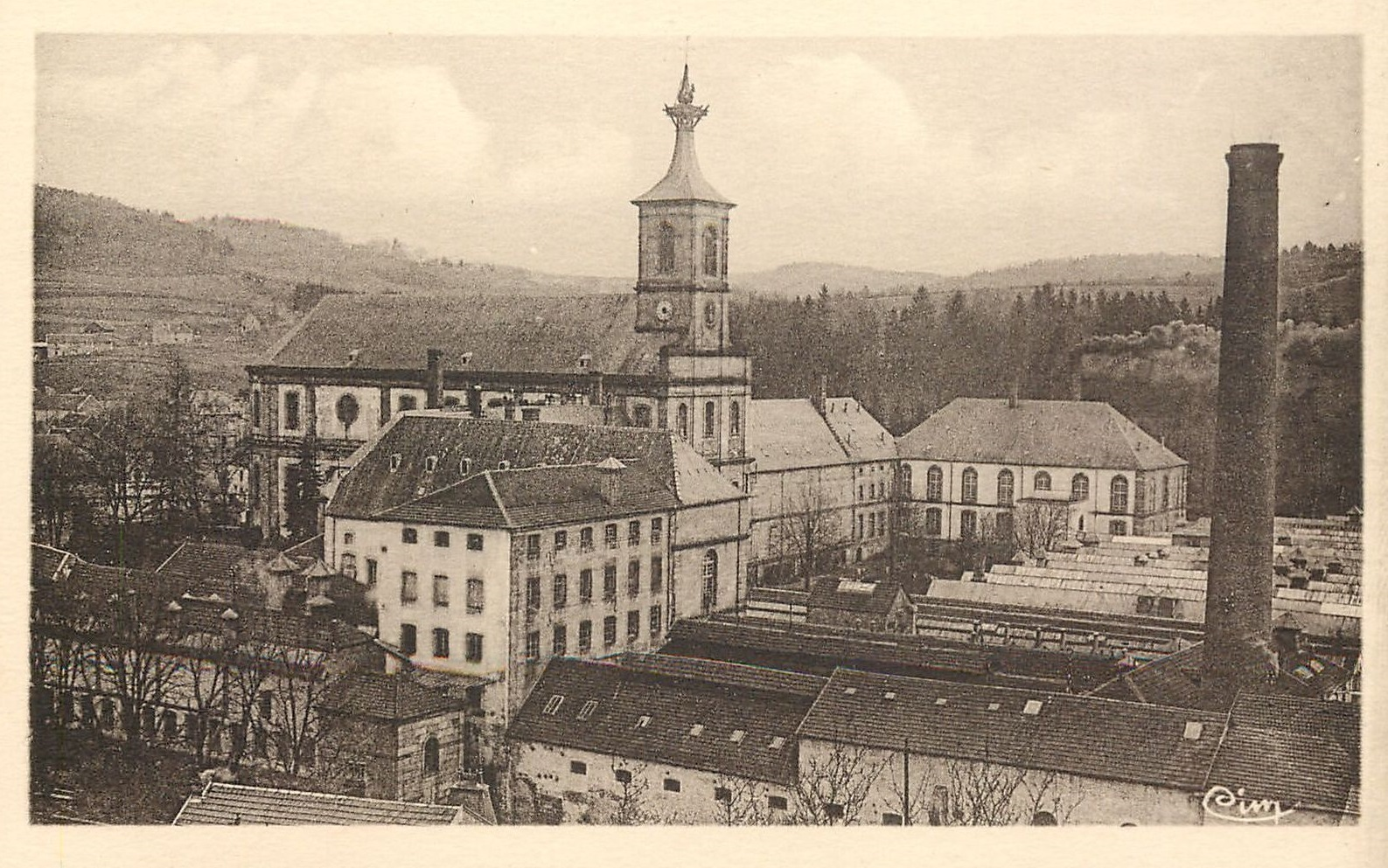
Postkarte aus dem frühen 20. Jahrhundert mit Fabrikgebäuden im Vordergrund

Die Abtei Moyenmoutier ist eine ehemalige Benediktinerabtei in der Gemeinde Moyenmoutier im Département Vosges in der Region Grand Est (bis 2015 Lothringen) in Frankreich. Sie liegt in den Vogesen am Rabodeau kurz vor dessen Mündung in die Meurthe, zehn Kilometer nördlich von Saint-Dié-des-Vosges und rund fünf Kilometer westlich von Senones.

## Geschichte
Die Abtei wurde um das Jahr 671 (nach anderer Angabe um das Jahr 800) vom heiligen Hildulf (auch Hydulphe und Hidulf), einem Chorbischof aus Trier, gegründet. Der Name (Medium Monasterium, Mittelmünster) wird von der Lage zwischen den Abteien Bonmoutier (abgegangen), Saint-Dié, Étival und Senones abgeleitet. Im Jahr 917 sollen die Ungarn in das Kloster eingedrungen sein. Das im Jahr 1345 neu errichtete Kloster fiel von 1535 bis 1661 in Kommende und blühte im 17. und 18. Jahrhundert wieder auf, ab 1765 wurde die Anlage neu errichtet. 1604 war die Abtei Mitbegründerin der benediktinischen Reformkongregation Saint-Vanne et Saint-Hydulphe. Im Zug der Französischen Revolution wurde das Kloster 1792 aufgelöst. Das später als Glossar von Épinal bekannte Manuskript aus dem 8. Jh. gelangte in jener Zeit nach Épinal. Ab 1806 diente das Gebäude als Textilfabrik, die vor der T-förmigen Anlage gelegenen beeinträchtigenden Fabrikgebäude wurden jedoch im ersten Jahrzehnt des 21. Jahrhunderts abgebrochen und durch einen Französischen Garten ersetzt.
Die Gebäude sind seit 1840 und wiederholt später als Monument historique klassifiziert.

## Bauten und Anlage

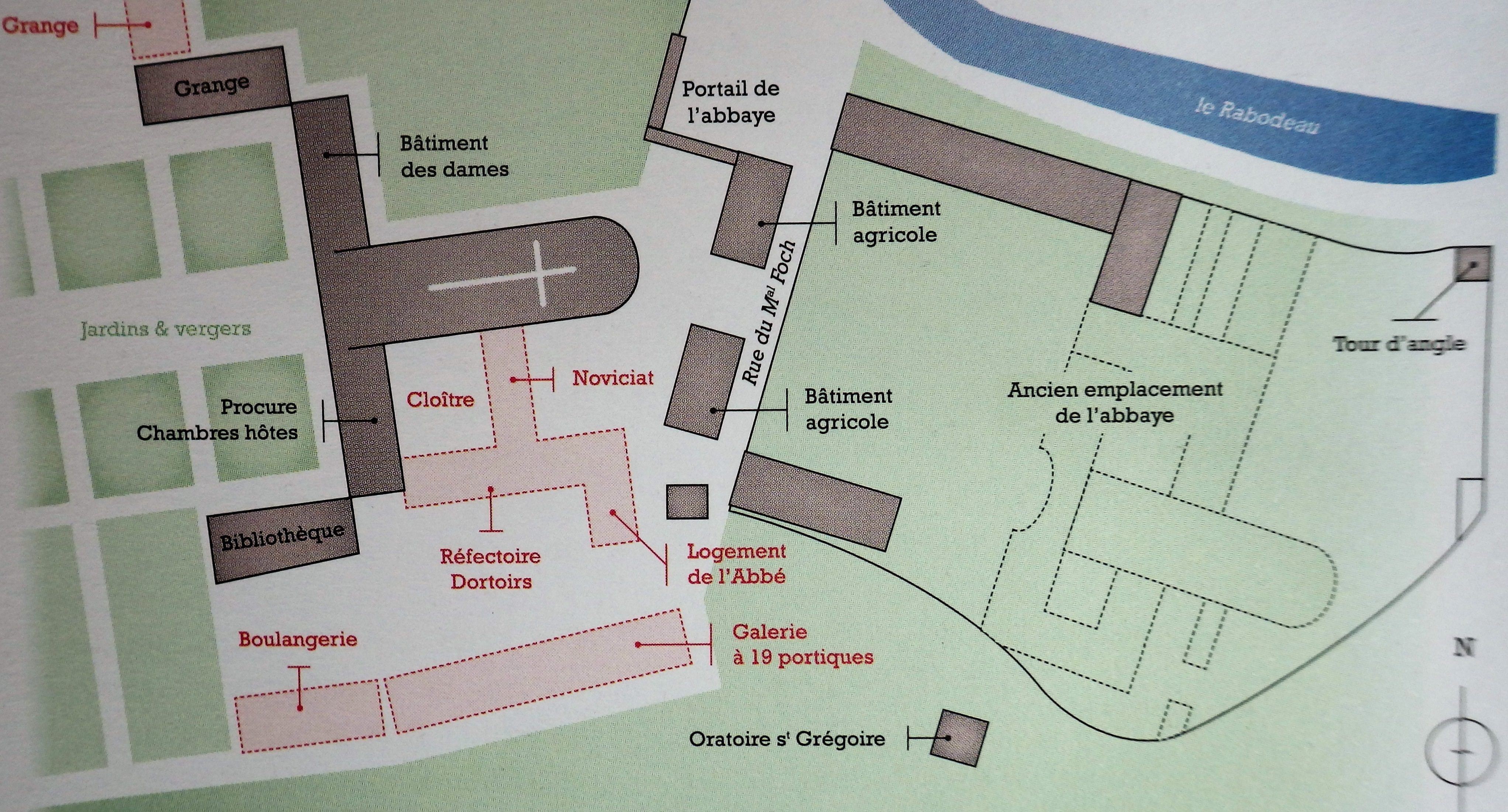
Lageplan (Vorgängerbau und abgegangene Gebäude gestrichelt)

Die Anlage wird als „der bedeutendste monastische Barockbau der Vogesen“ bezeichnet (Reclam-Kunstführer).
Der Neubau der Abteikirche Saint-Hydulphe, die einen im Jahr 1048 geweihten Bau ersetzt, wurde 1776 vollendet. Architekt war Ambroise Pierson, ein Benediktiner aus Senones. Die Kirche besitzt mit einer Länge von 60 m und 30 m Höhe beachtliche Ausmaße. Die Vorhalle der Kirche verbindet die beiden Trakte der noch nicht wieder hergerichteten Abtei (im Norden der Damentrakt für Besucherinnen). Die Kirche selbst ist eine Wandpfeilerkirche mit einem nicht ausladenden Querhaus, einer blinden Pendentifkuppel über der Vierung und polygonal geschlossenem Chor.

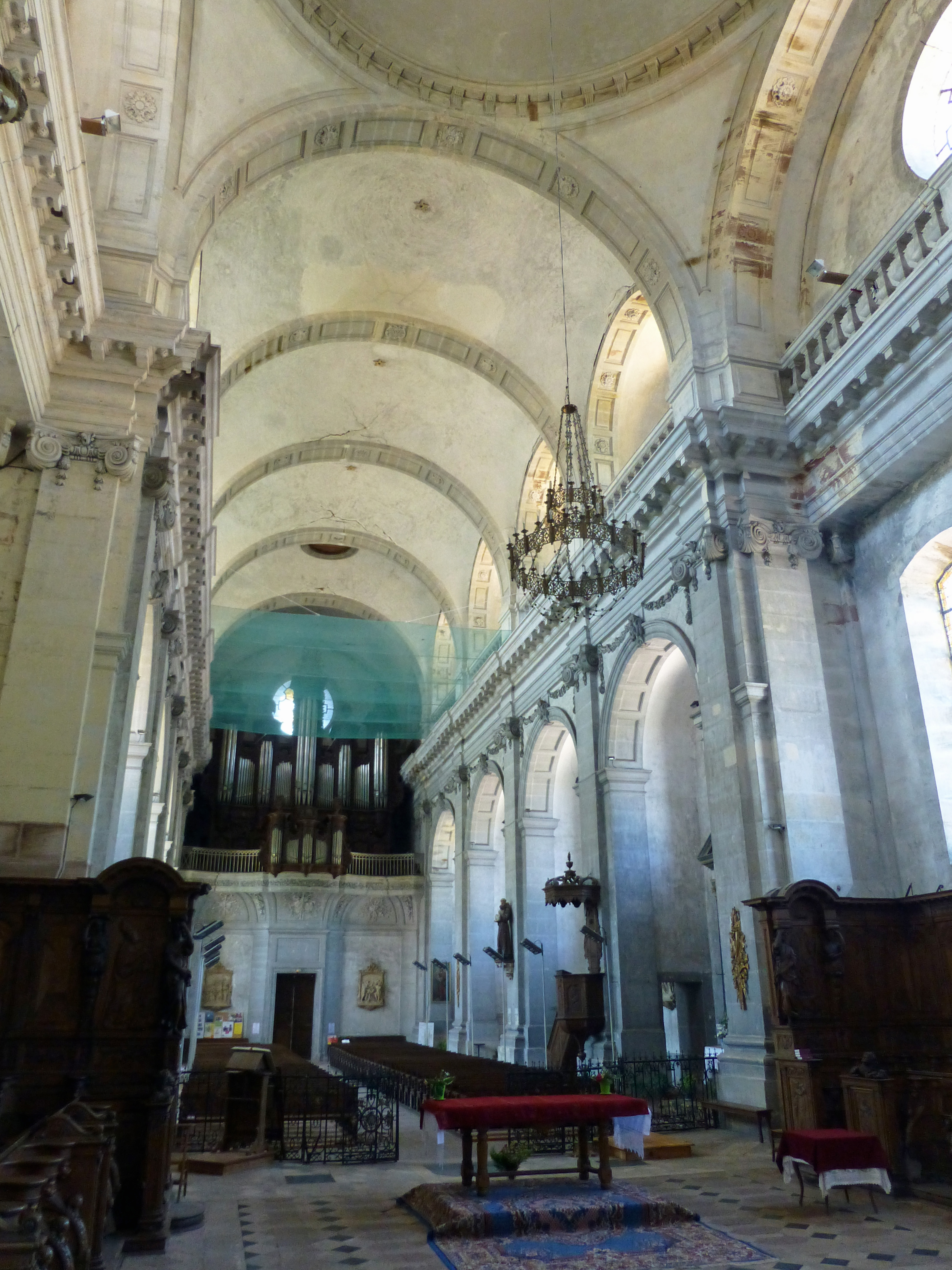
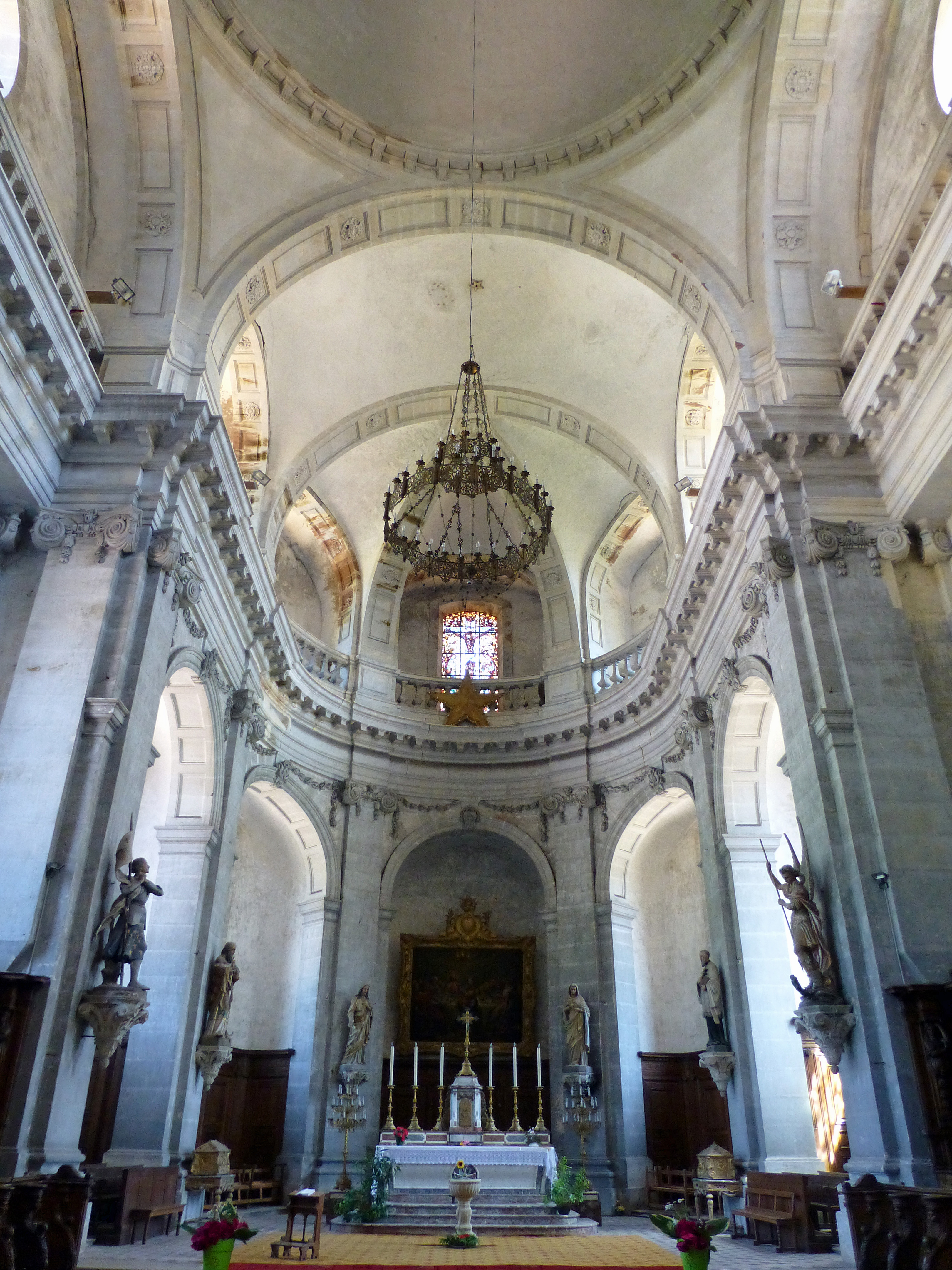
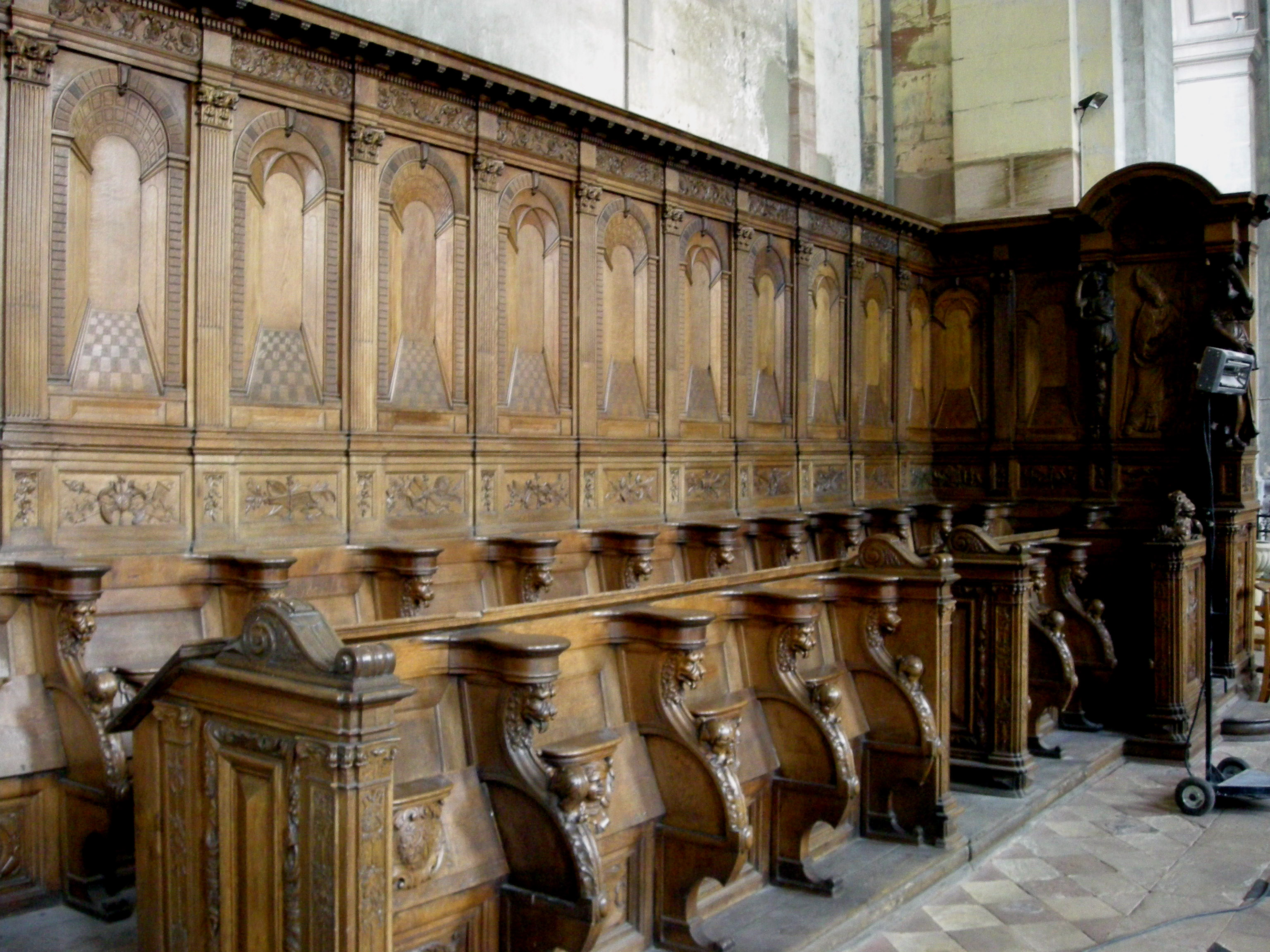
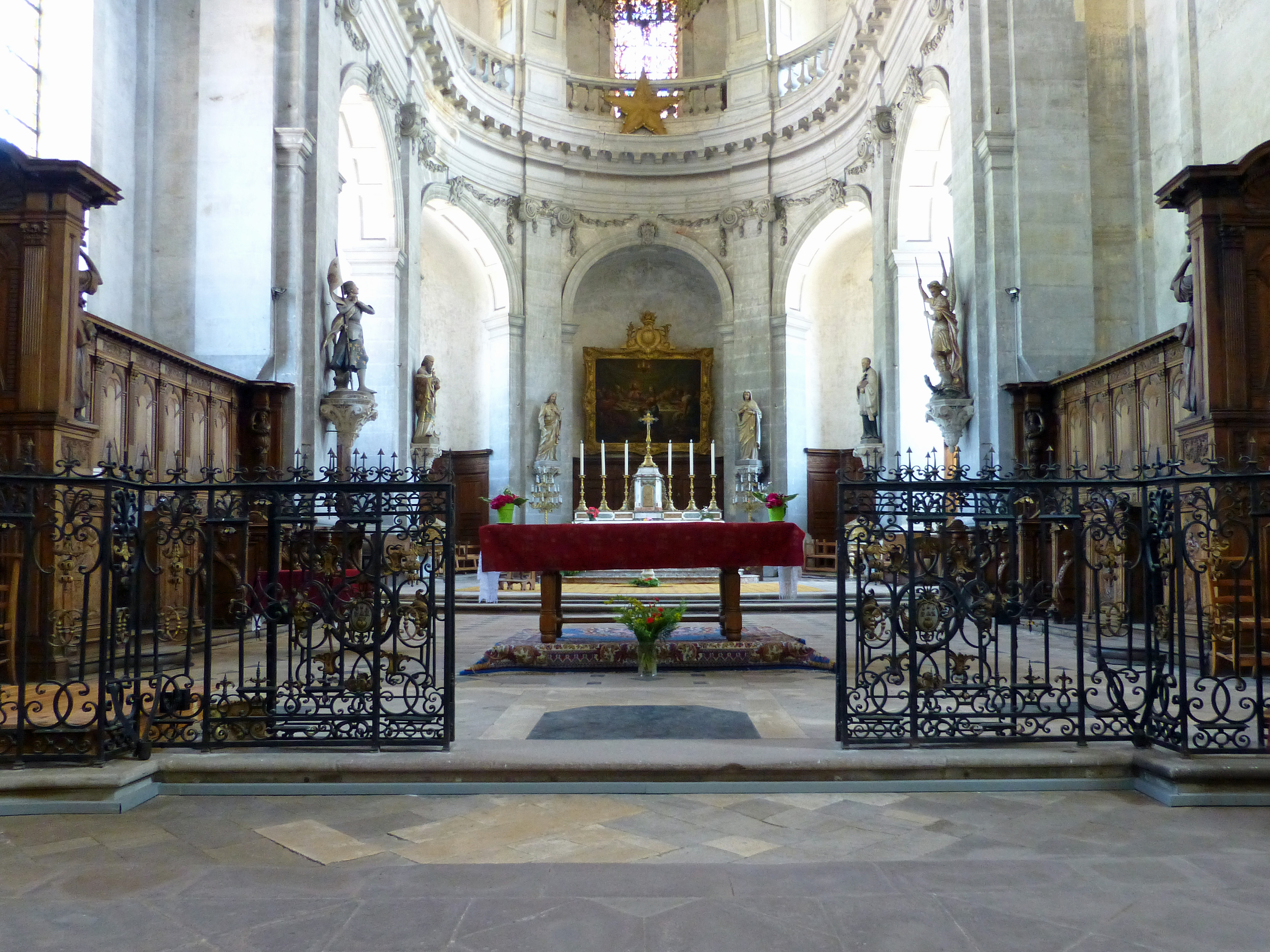

Das Chorgestühl aus dem Jahr 1698 mit Szenen des hl. Hydulphe und Darstellung der Kardinaltugenden (als Monument historique seit 1907 klassifiziert) wurde aus dem Vorgängerbau übernommen. Das Orgelgehäuse, das verkauft worden war, wurde im 19. Jahrhundert kopiert.
Das Chorgitter mit dem Wappen der benediktinischen Kongregation von Saint-Vanne und Saint-Hydulphe (seit 1965 als Monument historique klassifiziert) trennt das Kirchenschiff vom Vorchor ab.
In der Kapelle Saint-Grégoire befindet sich ein karolingischer Sarkophag, der dem heiligen Hydulphe attribuiert wird.